# Синдром отмены антидепрессантов
Синдром отмены антидепрессантов — состояние, которое может возникнуть в результате прерывания приёма антидепрессантов, уменьшения их дозы или прекращения приёма после их непрерывного применения в течение как минимум месяца. Клинические проявления синдрома отмены могут включать гриппоподобные симптомы, проблемы со сном, тошноту, нарушение равновесия, сенсорные изменения, акатизию, навязчивые мысли, деперсонализацию и дереализацию, манию, тревогу и депрессию. Симптомы обычно возникают в течение трёх дней и могут длиться несколько недель или месяцев. Редко возможно возникновение психоза.
Синдром отмены может возникнуть после прекращения приёма любого антидепрессанта, включая селективные ингибиторы обратного захвата серотонина (СИОЗС), селективные ингибиторы обратного захвата серотонина и норадреналина (СИОЗСН), ингибиторы моноаминоксидазы (ИМАО) и трициклические антидепрессанты (ТЦА). Риск синдрома выше у тех, кто принимал препарат дольше, а также в случаях, когда препарат имеет короткий период полувыведения. Причина этого явления до конца не ясна. Диагноз ставится на основании симптомов.
Методы профилактики включают постепенное снижение дозы антидепрессанта у тех, кто хочет прекратить его приём, хотя симптомы могут возникнуть даже при снижении дозы. Лечение может включать возобновление приёма препарата с последующим медленным уменьшением дозы. Также возможно переключение на антидепрессант с длительным действием, например флуоксетин, дозу которого затем можно постепенно снижать.
Примерно у 15–50% людей, внезапно прекративших приём антидепрессанта, развивается синдром его отмены. Это состояние обычно не является серьёзным, хотя около половины людей с симптомами описывают их как тяжёлые. Многие возобновляют приём антидепрессантов из-за тяжести симптомов.
Синдром отмены антидепрессантов — относительно новое явление, которое было выявлено и описано с 1950-х годов (во время появления первых ИМАО и ТЦА) и далее описывалось при появлении первых СИОЗС начиная с 1980-х годов. Исследований, посвящённых этому синдрому, по-прежнему мало; большинство исследований противоречивы или состоят только из клинических испытаний.

## Признаки и симптомы
Синдром отмены антидепрессантов возникает у людей, которые принимали антидепрессант не менее четырёх недель и недавно перестали его принимать, — резко, после быстрого уменьшения дозы или даже при постепенном снижении дозировки. Обычно симптомы включают гриппоподобные симптомы (например, тошноту, рвоту, диарею, головные боли, повышенную потливость) и нарушения сна (например, бессонницу, ночные кошмары, постоянную сонливость). Также сообщалось о сенсорных и двигательных нарушениях, включая нарушение равновесия, тремор, головокружение и ощущения, похожие на удары электрическим током в головном мозге, которые люди, страдающие от них, часто описывают как «мозговые разряды» (англ. Brain zaps). Эти «мозговые разряды» были описаны как ощущение электрического разряда в черепе, которое может быть вызвано боковыми движениями глаз и иногда сопровождается головокружением, болью или симптомами диссоциации. Некоторые люди считают это приятным ощущением, похожим на оргазм, однако чаще такие симптомы описываются как неприятный опыт, мешающий повседневной деятельности. Кроме того, сообщалось о нарушениях настроения (дисфории, тревоге и ажитации) и о когнитивных нарушениях (спутанность сознания и повышенная возбудимость). В случаях, связанных с внезапным прекращением приёма ингибиторов МАО, наблюдался острый психоз. Сообщалось о более чем пятидесяти симптомах. Были сообщения, согласно которым венлафаксин чаще вызывает симптомы отмены после прекращения приёма по сравнению с другими СИОЗСН.Также было установлено, что венлафаксин вызывает симптомы отмены независимо от дозы. Считается, что венлафаксин вызывает наиболее тяжёлые симптомы отмены после прекращения приёма, возможно из-за его короткого периода полувыведения.
В 2009 году Консультативный комитет Управления по санитарному надзору за качеством пищевых продуктов и медикаментов США (FDA) обнаружил, что в онлайн-отчётах о синдроме отмены, связанном с дулоксетином, описывались тяжёлые симптомы, а их частота превышала количество сообщений о пароксетине и венлафаксине более чем на 250% (хотя было признано, что это, возможно, связано с тем, что дулоксетин является более новым препаратом). Кроме того, было установлено, что информация о безопасности, предоставляемая производителем, не только упускала важные сведения о том, как справляться с синдромом отмены, но и прямо рекомендовала не вскрывать капсулы, хотя эта практика необходима для постепенного снижения дозы.

### Продолжительность
В большинстве случаев синдром отмены может длиться от одной до четырёх недель и проходит самостоятельно. Иногда симптомы могут сохраняться до одного года.  Обычно они проходят в течение суток после возобновления приёма антидепрессантов . Пароксетин и венлафаксин, по-видимому, особенно трудно отменить, и сообщалось о случаях длительного синдрома отмены (постострого абстинентного синдрома), который длился более 18 месяцев после прекращения приёма пароксетина.

## Механизм
Основная причина возникновения синдрома отмены антидепрессантов неясна, хотя этот синдром внешне схож с синдромом отмены других психотропных препаратов, таких как бензодиазепины. При применении СИОЗС постепенное прекращение приёма приводит к менее выраженным симптомам. Имеются также доказательства того, что синдром отмены антидепрессантов может быть связан с биологическим периодом полувыведения и СИОЗС, и антидепрессантов в целом. Антидепрессанты с меньшим периодом полувыведения, такие как пароксетин, дулоксетин и венлафаксин, могут чаще вызывать возникновение синдрома отмены и более тяжёлые симптомы абстиненции. При применении СИОЗС тяжесть симптомов отмены, по-видимому, не связана с продолжительностью лечения.
Одна из гипотез заключается в том, что после прекращения приёма антидепрессантов в головном мозге возникает временный (но в некоторых случаях длительный) дефицит одного или нескольких важнейших нейромедиаторов, регулирующих настроение, таких как серотонин, дофамин, норадреналин и гамма-аминомасляная кислота, а поскольку нейромедиаторы представляют собой взаимосвязанную систему, нарушение регуляции одного влияет на другие. Возможно, существует связь между снижением доступности рецепторов 5-гидрокситриптамина (5-НТ, то есть серотонина) и симптомами синдрома отмены антидепрессантов.
Среди антидепрессантов, проанализированных Гасталдоном и соавторами (2022), лофепрамин, вортиоксетин, миансерин, агомелатин и эскетамин не связаны со значительно непропорциональным[прояснить] количеством сообщений о синдроме отмены. Авторы не могли исключить, что на полученный результат повлияли предвзятость из-за известности[прояснить] и/или небольшой размер выборки.

### Исследование
Некоторые проявления синдрома отмены антидепрессантов удалось воспроизвести в экспериментах на животных. Например, прекращение приёма пароксетина у мышей приводит к появлению тревожного поведения и к повторной активации нейронов 5-HT[прояснить].  Одна из проблем заключается в том, что многие исследования на животных используют в качестве исследуемого препарата флуоксетин, хотя он нечасто вызывает синдром отмены у людей. Усложняет картину также недостаточное понимание того, как работают антидепрессанты. Для того чтобы понять механизм синдрома отмены у грызунов, необходимо провести больше исследований с использованием более подходящих препаратов и с измерением более релевантных аспектов нервной системы.

## Профилактика и лечение
В некоторых случаях симптомы отмены можно предотвратить, принимая препараты согласно указаниям, а при прекращении их приёма — делая это постепенно, хотя симптомы могут появиться даже при постепенном снижении дозы. При прекращении приёма антидепрессанта с коротким периодом полувыведения переход на препарат с более длительным периодом полувыведения (например, флуоксетин или циталопрам), а затем постепенное снижение дозы и окончательная отмена может в некоторых случаях снизить тяжесть симптомов.
Лечение синдрома отмены зависит от тяжести реакции на отмену и от того, нужно ли продолжать терапию антидепрессантами. В случаях, когда показано дальнейшее лечение антидепрессантами, единственным вариантом может быть повторный приём антидепрессанта. Если антидепрессанты больше не нужны, лечение зависит от тяжести симптомов. Если симптомы синдрома отмены выражены сильно или не поддаются контролю, приём антидепрессанта можно возобновить и затем отменить его более осторожно либо переключиться на препарат с более длительным периодом полувыведения (например, флуоксетин), а потом постепенно снизить дозу и прекратить его приём. В тяжёлых случаях может потребоваться госпитализация.

### Беременность и новорождённые
Антидепрессанты, включая СИОЗС, могут проникать через плаценту и потенциально оказывать воздействие на плод и новорождённого, в том числе повышать вероятность выкидыша, что ставит беременных женщин перед дилеммой, продолжать ли им вообще принимать антидепрессанты, учитывая, может ли снижение дозы и прекращение приёма во время беременности оказать защитное воздействие на новорождённого.
Неонатальный абстинентный синдром у новорождённых, матери которых принимали антидепрессанты, был впервые замечен в 1973 году. Его симптомы включают в себя раздражительность, учащённое дыхание, переохлаждение и проблемы с уровнем сахара в крови. Симптомы обычно развиваются в период от рождения до нескольких дней после родов и обычно проходят через несколько дней или недель после родов.

## История
О симптомах отмены антидепрессантов впервые сообщили при применении имипрамина, первого трициклического антидепрессанта (ТЦА), в конце 1950-х годов, и о сходных состояниях появлялись сообщения с появлением каждого нового класса антидепрессантов, включая ИМАО, СИОЗС и СИОЗСН. К 2001 году было обнаружено, что как минимум 21 антидепрессант из всех основных классов может вызывать синдром отмены. Проблема была плохо изучена, и большая часть литературы представляла собой отчёты о случаях или небольшие клинические исследования; распространённость с трудом поддаётся оценке и вызывает споры
С резким ростом в конце 1980-х и начале 1990-х годов применения СИОЗС и ростом интереса к ним, особенно к прозаку (флуоксетину), возрос интерес и к синдромам отмены. Сообщения о некоторых симптомах появились на форумах, где люди, страдающие депрессией, обсуждали свой опыт борьбы с этим расстройством и принимаемые ими лекарства; одним из симптомов, о которых сообщалось на таких веб-сайтах, были «мозговые разряды».
Повышенное внимание средств массовой информации и сохраняющаяся обеспокоенность общественности такой проблемой, как побочные эффекты антидепрессантов, привели к созданию в Англии экспертной группы по безопасности СИОЗС для оценки всех исследований, проведённых до 2004 года:iv. Она определила, что частота возникновения симптомов отмены составляет от 5% до 49%, в зависимости от конкретного СИОЗС, продолжительности приёма препарата и резкого или постепенного прекращения приёма:126–136.
Из-за отсутствия общепринятого определения этого синдрома группа специалистов собралась в Финиксе, штат Аризона, в 1997 году, чтобы разработать проект определения, который затем продолжали уточнять другие группы.
В конце 1990-х годов некоторые исследователи полагали, что[стиль] тот факт, что[стиль] симптомы появляются при прекращении приёма антидепрессантов, может означать, что[стиль] антидепрессанты вызывают зависимость, и некоторые использовали термин «синдром отмены» для описания этих симптомов. Хотя люди, принимающие антидепрессанты, обычно не склонны к поведению, связанному с поиском наркотиков, прекращение приёма антидепрессантов приводит к симптомам, сходным с симптомами отмены бензодиазепинов и других психотропных препаратов. Таким образом, некоторые исследователи предпочитают термин «абстиненция» термину «прекращение приёма», чтобы подчеркнуть схожую физиологическую зависимость и негативные последствия. Из-за давления со стороны фармацевтических компаний, производящих антидепрессанты, термин «синдром отмены» больше не используется производителями лекарств и, следовательно, большинством врачей из-за опасений, что их можно сравнить с другими лекарствами, которые чаще всего вызывают абстиненцию.

### Коллективный иск 2013 года
В 2013 году был подан коллективный иск Дженнифер Л. Сааведры против компании Eli Lilly and Company, в котором утверждалось, что на этикетке препарата симбалта не была указана важная информация о «мозговых разрядах» и других симптомах при прекращении приёма. Eli Lilly подала ходатайство о прекращении дела по доктрине «обученного посредника», утверждая, что врачи, назначающие препарат, были предупреждены о возможных проблемах и являются посредниками в медицинском решении между компанией и пациентами. В декабре 2013 года ходатайство Lilly о прекращении дела отклонили. В декабре 2014 года было отклонено прошение о сертификации класса, а в 2015 году вторая попытка сертификации также не увенчалась успехом.